# Луковище
Луковище (укр. Луковище) — село в Рогатинской городской общине Ивано-Франковского района Ивано-Франковской области Украины.
Население по переписи 2001 года составляло 66 человек. Занимает площадь 8,475 км². Почтовый индекс — 77023. Телефонный код — 03435.

## История
В 1946 году указом ПВС УССР село Голодовка переименовано в Луковище.